# PKŻ Polonia Piła
PKŻ Polonia Piła – polski klub żużlowy z Piły. W latach 2004–2006 brał udział w rozgrywkach ligowych. W późniejszym czasie przestał funkcjonować.

## Historia klubu
W 2004 roku powołano w Pile nowy klub – Pilski Klub Żużlowy Polonia Piła, który przystąpił do II ligi. Sezon 2004 Polonia zakończyła na przedostatnim 5. miejscu. Dwa kolejne sezony – 2005 i 2006 – okazały się klapą. Klub przegrywał wszystkie mecze i zajmował ostatnie miejsca (odpowiednio 6. i 9. miejsce). Tym samym klub wycofał się z rozgrywek w sezonie 2007. Działalność zakończył 16 kwietnia 2008 roku.
Wkrótce potem na bazie zespołów PKŻ Polonia i SŻ Victoria powołany został nowy klub – KS Speedway - Polonia Piła, który w sezonie 2009 wystartował w rozgrywkach II ligi.

## Poszczególne sezony
| Sezon | Rozgrywki ligowe | Rozgrywki ligowe | Rozgrywki ligowe |
| Sezon | Liga             | Liga             | Miejsce          |
| ----- | ---------------- | ---------------- | ---------------- |
| 2004  | III              | II liga          | 5/6              |
| 2005  | III              | II liga          | 6/6              |
| 2006  | III              | II liga          | 9/9              |

| Poziom ligowy | Liczba sezonów | Sezony    |
| ------------- | -------------- | --------- |
| III           | 3              | 2004–2006 |